# 广州开发区
广州经济技术开发区，简称广州开发区，是国务院批准成立的首批国家级经济技术开发区之一，于1984年12月5日批准建立。1998年、2000年、2002年、2012年、2015年，分别与广州高新技术产业开发区、广州出口加工区、广州保税区、中新广州知识城、黄埔区实现合署办公，实行“六区合一”管理体制，总面积480.56平方公里。其管理机构为广州市人民政府下属的广州开发区管理委员会（广州市黄埔区人民政府），區政府驻萝岗街道香雪三路1号。

## 历史
广州经济技术开发区建于1984年，原规划面积9.6平方公里，即现在的广州开发区西区，北以横滘河为界，南至珠江和东江交汇处，包括珠江中的大蚝洲岛，1984年12月28日，在广州黄埔新港举行奠基仪式。起步初期，首先引入宝洁、箭牌等外商投资项目。1992年，在广州经济技术开发区范围内划出1.4平方公里，设立广州保税区。1995年，规划面积扩大至永和经济区。
广州高新技术产业开发区建于1988年，1991年升格为国家级高新区，核心园区为广州科学城。1998年，广州高新技术产业开发区与广州经济技术开发区合署办公，实行“一个机构两块牌子”管理体制。
2000年，在广州经济技术开发区范围内设广州出口加工区，面积2平方公里，与广州经济技术开发区、广州高新技术产业开发区合署办公，实行“一个机构、三块牌子”的管理体制。
2001年，广州市政府委托广州经济技术开发区对位于海珠区的广州国际生物岛（官洲岛）进行开发建设。同年，广州开发区召开了全区第一次党代会。
2002年，广州保税区并入广州经济技术开发区管理，广州经济技术开发区、广州高新技术产业开发区、广州出口加工区、广州保税区统称为广州开发区。全区规划面积扩大到78.92平方公里。
2003年4月，白雲區撤銷蘿崗鎮，設置蘿崗街道。同年5月，蘿崗街道、夏港街道轄內行政事務移交廣州經濟技術開發區管委會管理。
2005年4月28日，国务院批准广州市在广州开发区的基础上成立萝岗区。白云区萝岗街道、钟落潭镇2个居委会和14个村（原九佛鎮）、黄埔区夏港街道、荔联街道2个自然村、天河区新塘街道玉树村、增城市中新镇镇龙居委会和14个村（原鎮龍鎮）、新塘镇4个村划归萝岗区管辖，萝岗区政府驻广州经济技术开发区志诚大道。萝岗区与广州开发区一个机构两块牌子，原在黄埔区内的广州开发区西区和东区划归萝岗区管辖。
2009年8月23日，广州开发区、萝岗区领导机关和主要职能部门办公地点搬迁至香雪三路1号广州开发区萝岗区行政服务中心。
2012年9月，中新广州知识城管委会与广州开发区管委会合署办公。
2015年9月1日，由原黄埔区、萝岗区合并设立的新黄埔区正式挂牌成立，与广州开发区实行深度融合的管理体制。
2023年11月，经国务院批复同意，广州保税区和广州出口加工区整合优化为广州知识城综合保税区。

## 地理位置
广州经济技术开发区位于广州市的东部，穗港澳黄金三角洲的中心地带，东南、西南与东莞市、广州市番禺区隔江相望，陆路与增城市、广州市黄埔区、白云区、天河区相邻。至2000年底，广州开发区规划面积已由1984年的9.6平方公里扩大到88.77平方公里，分成西区、东区（出口加工区）、永和经济区（广州台商投资区）和广州科学城4个区域。

### 西区
西区位于黄埔新港、珠江与东江和横河交汇的三角地带，规划面积9.6平方公里。经过十几年的开发建设，西区已发展成为配套设施完备的成熟工业园区。

### 东区
东区（出口加工区）位于广州市黄埔区南岗镇东部，广州开发区西区北面，由南片和北片构成。广州开发区原规划面积为9.6平方公里，因黄埔新港及珠江、东江各码头港区以及大蚝洲岛共占去广州开发区3平方公里的规划用地，广州开发区实际可开发的面积只有6.6平方公里，为解决用地不足的问题，广州开发区向国务院提出置换3平方公里土地的要求。1992年，经国务院正式批准同意置换3平方公里土地，发展成东区。1992年广州市政府决定将云埔工业区中的4平方公里土地委托广州开发区进行开发管理，发展成为现在的东区北片。1995年，广东省人民政府批准将东区划归广州开发区全面管理，东区总规划面积7平方公里。2000年4月，国务院批准广州设立出口加工区，设立于广州开发区东区南片。经过一系列的准备工作，广州出口加工区于2001年3月30日正式揭牌，首期90万平方米正式封关运营。

### 永和经济区
永和经济区（广州市台商投资区）位于增城永和镇，于1993年经广州市政府批准成立，规划面积34.7平方公里。1995年，广州市政府决定以永和经济区为载体设立广州市台商投资区。同年，广东省政府正式批准永和经济区由广州开发区统一开发和管理。永和開發區「永和」二字取自當年台北縣永和市（今新北市永和區），因許多台灣企業在永和發家立業，故廣東省政府1993年在廣州增城設立「永和區」，永和經濟區位於區內。

### 广州科学城
广州科学城位于广州市区东北部白云生态保护区边缘，距市中心约10公里，于1998年12月28日奠基，规划面积37.47平方公里。

## 連結
- 广州经济技术开发区
- 广州开发区论坛 （页面存档备份，存于）